# Deeping Gate
Deeping Gate est une paroisse civile et un village du Cambridgeshire, en Angleterre.